# Vito Schifani
Vito Schifani (Palermo, 23 febbraio 1965 – Capaci, 23 maggio 1992) è stato un poliziotto italiano.
Agente della scorta di Giovanni Falcone, rimase ucciso nella strage di Capaci.

## Biografia
Era al volante della prima delle auto (una Fiat Croma) che riaccompagnavano il magistrato, appena atterrato a Punta Raisi da Roma, a Palermo. Al suo fianco si trovava l'agente scelto Antonio Montinaro, mentre sul sedile posteriore sedeva l'agente Rocco Dicillo; Falcone guidava la Croma bianca che li seguiva, sulla quale viaggiava anche la moglie Francesca Morvillo e, sul sedile posteriore, l'autista Giuseppe Costanza. Nell'esplosione, avvenuta sull'Autostrada A29 all'altezza dello svincolo per Capaci, i tre agenti morirono sul colpo, dato che la loro Croma marrone fu quella investita con più violenza dalla deflagrazione, tanto da essere sbalzata dal manto stradale in un giardino di olivi a più di dieci metri di distanza.
Vito Schifani aveva ventisette anni e lasciò la moglie Rosaria Costa, di ventidue anni, e un figlio di appena quattro mesi, Emanuele, che da adulto diventerà ufficiale della Guardia di Finanza. Quando, nella camera ardente allestita a Palazzo di Giustizia a Palermo, il Presidente del Senato Spadolini si avvicinò alla vedova, lei gli disse:
Le parole che poi Rosaria pronunciò ai funerali del marito, di Falcone, di Morvillo e del resto della scorta fecero presto il giro dei notiziari per la disperazione ma anche lucidità che ne traspariva:
(Enrico Deaglio, Patria 1978-2008, Il Saggiatore, Milano, 2009, pag. 367.)
È sepolto a Palermo nel cimitero di Santa Maria dei Rotoli.

## Media
LA7 il 18 maggio 2012 ha trasmesso il film Vi perdono ma inginocchiatevi di Claudio Bonivento con soggetto di Rosaria Costa Schifani (moglie dell'agente Vito Schifani) e di Felice Cavallaro; nel film è interpretato dall'attore Vito Di Bella. Il film narra la vita dei tre poliziotti della scorta di Giovanni Falcone (Vito Schifani, Antonio Montinaro e Rocco Dicillo) e dei loro familiari, fino alla strage di Capaci con la loro drammatica fine, insieme al giudice e alla moglie.
È inoltre apparso in 1992, serie tv su Tangentopoli, dove è interpretato da Dino Santoro.

## Onorificenze
Nel settembre 2007 lo Stadio delle Palme di Palermo è stato a lui intitolato, in quanto, oltre ad essere un agente, Schifani era un promettente atleta, specialista nei 400 metri.